# Opole-Świerczyna
Opole-Świerczyna – wieś we wschodniej Polsce, położona w województwie mazowieckim, w powiecie siedleckim, w gminie Siedlce. Ma status sołęctwa. Leży 6,5 km od Siedlec. 
W latach 1975–1998 miejscowość administracyjnie należała do województwa siedleckiego.
Do 31 grudnia 2011 miejscowość stanowiła kolonię, od 1 stycznia 2012 stanowi wieś.
Przez wieś, przebiega droga powiatowa Nowe Iganie - Strzała
Wierni Kościoła rzymskokatolickiego należą do parafii Matki Bożej Nieustającej Pomocy w Starym Opolu.